# De genfødte
De genfødte er en dansk kortfilm fra 2010, der er instrueret af Henrik Bjerregaard Clausen efter manuskript af Mads Zaar Riisberg.

## Handling
En kristen familie er overbevist om at der snart vil komme en syndflod, og har derfor anskaffet sig en båd.

## Medvirkende
- Iben Hayduk - Bibi
- Jan Tjerrild - Markus
- Lauge Wittus Johnsen - Christoffer
- Lærke Søe Christensen - Rebekka
- Mads Dahl - Patrick
- Hanna Bernhardson - Nabo